# Білобережанська сільська рада
Білобережанська сільська рада — колишня адміністративно-територіальна одиниця та орган місцевого самоврядування у Малинському районі Малинської, Коростенської й Волинської округ, Київської та Житомирської областей УРСР з адміністративним центром у с. Білий Берег.

## Населені пункти
Сільській раді на момент ліквідації були підпорядковані населені пункти:
- с. Білий Берег
- с. Новоселиця
- с. Стасева

## Історія та адміністративний устрій
Утворена 1923 року в с. Білий Берег Малинської волості Радомисльського повіту Київської губернії. 16 січня 1923 року до складу ради було передано села Рудня-Ялцівська Ялцівської та Стасева Стасівської сільських рад. 7 березня 1923 року увійшла до складу новоствореного Малинського району Малинської округи. Станом на вересень 1924 року на обліку в раді значились хутори Лангові Дачі та На Заводі, котрі, станом на 17 грудня 1926 року, не перебувають на обліку населених пунктів. Станом на 1 жовтня 1941 року у підпорядкуванні числились хутори Глибочок та Довгинська.
Відповідно до інформації довідника «Українська РСР. Адміністративно-територіальний поділ», станом на 1 вересня 1946 року сільрада входила до складу Малинського району, на обліку в раді перебували села Білий Берег, Новоселиця та Стасева.
Ліквідована 11 серпня 1954 року, відповідно до указу Президії Верховної ради УРСР «Про укрупнення сільських рад по Житомирській області», територію та населені пункти включено до складу Любовицької сільської ради Малинського району Житомирської області.